# 26575 Andreapugh
26575 Andreapugh è un asteroide della fascia principale. Scoperto nel 2000, presenta un'orbita caratterizzata da un semiasse maggiore pari a 2,4418575 UA e da un'eccentricità di 0,1911461, inclinata di 3,62061° rispetto all'eclittica.